# Горак, Вацлав
Вацлав Горак (чеш. Václav Horák; 27 сентября 1912 — 15 ноября 2000) — чехословацкий футболист и футбольный тренер, играл на позиции нападающего. Участник чемпионата мира 1938 года.

## Биография

### Клубная карьера
В течение двух сезонов Горак играл в низших дивизионах за «Крочехлавы». В 1933 году перешёл в пльзенскую «Викторию», за которую отыграл три сезона. В 1936 году перешёл в пражскую «Славию», в составе которой отыграл три сезона и в 1938 году выиграл чемпионский титул.

### Карьера в сборной
Дебютировал за сборную Чехословакии 29 апреля 1934 года в матче со сборной Венгрии — та встреча завершилась со счётом 2:2.
Входил в состав сборной Чехословакии на чемпионате мира 1938 года, где сыграл в переигровке со сборной Бразилии (1:2). Всего за сборную Чехословакии сыграл 11 матчей и забил 5 голов.

### Тренерская карьера
С 1942 по 1943 год работал главным тренером «Острава» и «Сокол Троице».

### Смерть
Скончался 15 ноября 2000 года в возрасте 88 лет.

## Достижения
«Славия» (Прага)
- Чемпион Чехословакии (1): 1937/38